# Пембрук (Північна Кароліна)
Пембрук (англ. Pembroke) — місто (англ. town) в США, в окрузі Робсон штату Північна Кароліна. Населення — 2823 особи (2020).

## Географія
Пембрук розташований за координатами 34°40′40″ пн. ш. 79°11′41″ зх. д. / 34.67778° пн. ш. 79.19472° зх. д. (34.677727, -79.194591). За даними Бюро перепису населення США в 2010 році місто мало площу 7,42 км², уся площа — суходіл. В 2017 році площа становила 8,23 км², уся площа — суходіл.

## Демографія
Згідно з переписом 2010 року, у місті мешкали 2973 особи в 1132 домогосподарствах у складі 605 родин. Густота населення становила 400 осіб/км². Було 1266 помешкань (171/км²).
Расовий склад населення:
| - 66,4 % — корінних американців - 16,4 % — білих - 12,3 % — чорних або афроамериканців - 0,6 % — азіатів - 0,2 % — вихідців з тихоокеанських островів |

До двох чи більше рас належало 3,4 %. Частка іспаномовних становила 2,2 % від усіх жителів.
За віковим діапазоном населення розподілялося таким чином: 25,7 % — особи молодші 18 років, 62,8 % — особи у віці 18—64 років, 11,5 % — особи у віці 65 років та старші. Медіана віку мешканця становила 24,8 року. На 100 осіб жіночої статі у місті припадало 82,6 чоловіків; на 100 жінок у віці від 18 років та старших — 76,9 чоловіків також старших 18 років.
Середній дохід на одне домашнє господарство становив 30 488 доларів США (медіана — 15 934), а середній дохід на одну сім'ю — 31 060 доларів (медіана — 16 250). Медіана доходів становила 40 417 доларів для чоловіків та 24 213 долари для жінок. За межею бідності перебувало 59,8 % осіб, у тому числі 80,1 % дітей у віці до 18 років та 22,0 % осіб у віці 65 років та старших.
Цивільне працевлаштоване населення становило 771 особа. Основні галузі зайнятості: освіта, охорона здоров'я та соціальна допомога — 39,9 %, роздрібна торгівля — 11,3 %, мистецтво, розваги та відпочинок — 9,6 %, публічна адміністрація — 8,3 %.